# Luzarida gracilior
Luzarida gracilior är en insektsart som beskrevs av Morgan Hebard 1928. Luzarida gracilior ingår i släktet Luzarida och familjen syrsor. Inga underarter finns listade i Catalogue of Life.